# Corpo delle guardie della rivoluzione islamica
Il Corpo delle guardie della rivoluzione islamica  (in inglese Islamic Revolutionary Guard Corps, acronimo IRGC; in persiano سپاه پاسداران انقلاب اسلامی‎, sepāh-e pāsdārān-e enghelāb-e eslāmi), comunemente noto come Guardiani della rivoluzione o, dal persiano, pasdaran, è un organo militare istituito in Iran dopo la rivoluzione iraniana del 1979. É uno dei tre componenti delle forze armate dell'Iran.
Nati come una milizia con profonda fede ideologica (difatti, incarnano assoluta fedeltà alla Guida suprema dell'Iran, detto anche guida spirituale), con gli anni hanno ampliato molto il loro potere all'interno dello Stato. Non sono da confondere con il Consiglio dei Guardiani della Costituzione.
Il Corpo dei pasdaran dispone di circa 210 000 uomini suddivisi in forze di terra, aeree e navali; controllano anche delle milizie volontarie organizzate militarmente dette basiji, in cui si arruolano i più giovani.

## Storia
I pasdaran vennero istituiti il 1º febbraio 1979, il giorno dopo il ritorno in Iran dell'ayatollah Ruhollah Khomeini, l'amministrazione ad interim di Mehdi Bazargan li creò con un decreto firmato da Khomeini il 5 maggio. Il loro compito era proteggere la rivoluzione ed assistere i religiosi, appena saliti al potere, nell'applicazione dei nuovi codici e della nuova moralità. Vi furono, però, anche altre ragioni che portarono all'istituzione dei pasdaran, tra cui ottenere una forza paramilitare che fosse estremamente fedele al nuovo ordine costituito e in grado di arginare il peso delle forze armate regolari, viste come potenziale forza di opposizione, ancora fedeli allo Scià ed in grado di compiere un nuovo colpo di Stato; come una delle prime istituzioni della rivoluzione, i guardiani contribuirono alla legittimazione del nuovo ordine e fornirono ad esso un supporto armato.

### Guerra con l'Iraq
Soltanto un anno dopo la sua istituzione, il Corpo delle guardie della rivoluzione affrontò il primo grande e sanguinoso conflitto armato, quello con l'Iraq di Saddam Hussein. Una guerra che vide i pasdaran protagonisti, difatti le nuove guide dell'Iran vedevano ancora con sospetto le forze armate regolari e preferirono affidarsi spesso a loro per condurre le manovre militari ed evitarono di organizzare un adeguato coordinamento tra le diverse forze in campo, una strategia che diede pochi frutti. Le guardie della rivoluzione mancavano di esperienza e moltissimi giovani furono mandati al massacro contro le truppe di Saddam. Vennero ottenute, invece, alcune vittorie quando si lasciò ai militari professionisti l'organizzazione delle manovre.

### Guerra civile libanese
Durante gli anni della guerra civile libanese elementi delle guardie della rivoluzione furono inviate in Libano come addestratori di elementi musulmani in seguito alla invasione israeliana del 1982; la loro presenza portò alla creazione di Hezbollah. Le forze politiche libanesi ebbero reazioni molto diverse, la maggior parte delle forze cristiane furono molto contrarie e dichiararono guerra alle guardie della rivoluzione, alcune forze musulmane (palestinesi ed Hezbollah) erano loro alleate.

### L'incidente aereo del 2003
Il 19 febbraio 2003 un aereo Ilyushin Il-76 con a bordo un gruppo di militari della Guardia rivoluzionaria islamica ebbe un incidente in volo, durante una missione segreta, schiantandosi a 35 km da Kerman. Morirono 275 uomini.

### Guerra del Libano 2006
Durante la guerra del Libano combattuta nel 2006, molti militari del Corpo delle guardie della rivoluzione islamica furono uccisi nei pressi di Baalbek da attacchi degli israeliani.

### Conflitto nel Belucistan
In data 18 ottobre 2009 un attacco suicida a Pishin, nella provincia di Sistan e Belucistan, uccise 43 persone, tra queste figurarono alcuni alti ufficiali delle guardie della rivoluzione: il generale Nur 'Ali Shushtari vice-comandante delle forze di terra dei pasdaran, generale Rajab 'Ali comandante delle provincia, il comandante per la città di Iranshir e il comandante dell'unità Amir al-Mo'menin. L'attacco venne rivendicato dalla milizia sunnita Jundallah (Esercito di Allah).

### Guerra civile siriana
Nel maggio 2012 generale Esmail Qaani, alto ufficiale del corpo, ha ammesso la presenza delle guardie della rivoluzione nella guerra civile siriana in corso in sostegno al governo di Asad affermando che: "Se la Repubblica islamica non fosse presente in Siria, il massacro di civili sarebbe stato due volte peggiore". L'ammissione venne ripresa dall'agenzia di Teheran ISNA ma poche ore dopo venne rimossa. Pochi mesi dopo, il 16 settembre, il comandante dei pasdaran Mohammad 'Ali Ja'fari confermò, in conferenza stampa, come unità del corpo fossero in azione in Siria limitandosi però solo ad attività di consulenza. Nella stessa conferenza il generale spiegò come le unità dei Guardiani della rivoluzione presenti appartenessero alle Forze Quds.

## Organizzazione

### Attività
Il Corpo delle guardie della rivoluzione islamica si occupa principalmente della sicurezza nazionale, difatti è responsabile della: sicurezza interna, controllo delle frontiere, attività di polizia e della componente missilistica. Le operazioni gestite dal corpo sono orientate, soprattutto, verso la guerra asimmetrica e le mansioni meno tradizionali, per questi motivi i pasdaran gestiscono il controllo del contrabbando, dello stretto di Hormuz e di gruppi ribelli interni all'Iran. Il Corpo delle guardie della rivoluzione islamica è stato concepito, anche, come un completamento delle forze armate tradizionali, così da ottenere due corpi armati che operano in modo separato in ambiti differenti.

### Struttura militare
Il Corpo delle guardie della rivoluzione è composto da: esercito, marina, aeronautica e forze speciali, oltretutto sotto il loro controllo è posta la milizia dei basij; quest'ultima è composta da personale volontario e conta 90 000 soldati attivi e 300 000 riservisti. Le guardie della rivoluzione sono riconosciute dall'articolo 150 della Costituzione iraniana come una componente delle forze armate ma, allo stesso tempo, operano in modo separato e parallelo ad esse. Il comandante in capo del corpo è la guida suprema dell'Iran. Secondo la dichiarazione del loro comandante Mohammed 'Alì Ja'fari all'atto della sua nomina nel 2007 il compito primario delle guardie in questa congiuntura è combattere le minacce interne ("the Guards' primary mission at this juncture is to fight the internal threats.").
Nel luglio 2008 venne riportato che il Corpo delle guardie della rivoluzione islamica stesse affrontando un forte cambiamento della sua struttura. Nel settembre 2008 il corpo istituì 31 divisioni e un comando missilistico autonomo; con la nuova struttura i pasdaran sono passati da una organizzazione centralizzata ad una decentralizzata con 31 corpi provinciali e maggiori poteri e autorità per i rispettivi comandanti. In base al piano, ognuna delle 30 province iraniane avrà il proprio corpo provinciale, con l'eccezione della provincia di Teheran che ne avrà due.

#### Esercito
L'esercito del Corpo delle guardie della rivoluzione islamica rappresenta la forza terrestre del corpo, rispetto all'esercito regolare i suoi compiti sono più rivolti alla gestione della pubblica sicurezza e dell'ordine pubblico interno. Difatti, dopo la guerra con l'Iraq, le occasioni di combattere in scontri convenzionali sono state poche.
L'esercito dispone di 100 000 militari circa.

#### Marina
La marina del Corpo delle guardie della rivoluzione islamica rappresenta la forza navale del corpo, parallela alla marina regolare iraniana. Tra le operazioni di rilievo condotte in passato, si possono ricordare il sequestro di 15 membri della marina militare inglese nel golfo persico il 23 marzo 2007 ed una presunta provocazione nei confronti di una nave statunitense in data 7 gennaio 2008 che provocò forte tensione.
La marina dispone di 20 000 uomini circa e 1 500 mezzi navali, in massima parte battelli leggeri ed unità minori. La dottrina corrente nella marina delle IRGC è quella della guerra asimmetrica, con sciami di veloci piccole imbarcazioni d'attacco dotate di missili antinave che, appoggiate da valide informazioni e con l'ausilio di missili lanciati da terra vista la ristrettezza del bacino del Golfo Persico attaccano un nemico di forza superiore, tipicamente la US Navy.

#### Aviazione
Il corpo dispone di una propria aviazione, dotata anche di aerei da combattimento; per esempio, dei Sukhoi Su-25 sono stati dispiegati in Iraq nel 2014 contro i ribelli dello Stato islamico dell'Iraq e del Levante.

#### Forze Quds
Le forze Quds, indicata anche con il nome di Brigata Gerusalemme, formano un'unità speciale del corpo che ha l'obiettivo di esportare all'estero la rivoluzione iraniana e di gestire le operazioni extraterritoriali del corpo. Le forze Quds vennero create durante la guerra Iran-Iraq, durante ed al termine del conflitto supportarono i curdi nella lotta a Saddam Hussein. Successivamente estesero il loro raggio di azione, aiutarono Massoud e l'alleanza del Nord nel conflitto contro i sovietici ed i bosniaci musulmani durante la Guerra in Bosnia. Ad oggi risultano attive in molte aree del mondo con programmi di addestramento, finanziamento ed equipaggiamento di gruppo islamici rivoluzionari.
Le forze Quds dipendono direttamente dalla Guida suprema iraniana, il numero delle truppe non è conosciuto, si stima tra le 2 500 e 5 000 unità, anche se altre fonti la pongono ad 10 000 / 15 000 uomini circa. Appartenente a queste forze speciali è la Unità 400, con compiti definiti dall'intelligence USA "di condurre sensibili operazioni coperte all'estero che includono attacchi terroristici, rapimenti, assassini e sabotaggi". Tra le varie operazioni che vengono attribuite dagli USA a questa forza c'è il tentativo di assassinare l'ambasciatore saudita a Washington attraverso contatti con cartelli della droga messicani. Il quartier generale di questo gruppo speciale è collocato da fonti nella parte sud est di Teheran. Altra unità speciale è la Unità 840, che una fonte definisce "forza di attacco terroristico".
Il comandante di questa forza speciale, tenente generale (grado postumo) Qasem Soleimani, è stato ucciso con un attacco aereo dagli USA a Baghdad il 3 gennaio 2020 perché ritenuto responsabile di attacchi terroristici ai danni di statunitensi, dando origine il 9 gennaio a una ritorsione iraniana con lancio di missili su due basi statunitensi in Iraq e che nella stessa notte ha portato per errore all'abbattimento del Volo Ukraine International Airlines 752. Il suo posto è stato preso dal brigadier generale Esmail Qaani.

#### Corpi Ansar al-Mahdi
I Corpi Ansar al-Mahdi (Gli ausiliari del Mahdi) si occupano della sicurezza delle più alte personalità del governo e del parlamento. Forza d'élite, ai suoi ufficiali sono assegnati altre operazioni molto delicate come controspionaggio e azioni oltre confine.
L'attuale comandante è il colonnello Asad Zadeh.

### Basiji
I basiji sono una milizia paramilitare composta da personale volontario, dipendono funzionalmente dal Corpo delle guardie della rivoluzione islamica. Vennero creati nel 1979 per reperire volontari da utilizzare nella guerra Iran-Iraq, conflitto nel quale si resero protagonisti di molti attacchi mal organizzati e con moltissime vittime di giovane età. Ad oggi i Basiji svolgono soprattutto funzioni ausiliare e di supporto alla polizia e alle guardie della rivoluzione islamica nella gestione della pubblica sicurezza, ordine pubblico, organizzazione di manifestazioni religiose, assistenza sociale, moralizzazione della società e repressione del dissenso. Ha una sua sede nella maggior parte delle principali città dell'Iran.
Secondo una stima del 2005 del Center for Strategic and International Studies il personale attivo in modo permanente è di 90 000 uomini, 300 000 sono i riservisti e 1 000 000 coloro i quali possono essere mobilitati in caso di necessità.

## Influenze
Il Corpo delle guardie della rivoluzione islamica, oltre che nel sistema delle forze armate, ha delle forti influenze in altri settori della vita del paese. Un ruolo che si è andato espandendo soprattutto durante gli anni della presidenza di Mahmud Ahmadinejad, un peso così forte che Mehrzad Borujerdi (direttore del Centro di studi sul Medio Oriente dell'Università di Syracuse) ha dichiarato: «A guidare la Repubblica Islamica oramai sono i comandanti dei pasdaran che non si fidano più dell'esercito».

### Politiche
Il dibattito sulle influenze dei Pasdaran nella vita politica del paese si compone di due correnti, l'area più riformista e moderata è favorevole ad un corpo non-politicizzato e più orientato alla professionalità militare, i conservatori sposano invece l'idea che i guardiani debbano essere fortemente ideologizzati. Ad oggi comunque i guardiani della rivoluzione hanno influenze sulla politica molto forti, l'ex presidente iraniano Mahmud Ahmadinejad ha servito nei pasdaran durante la guerra Iran-Iraq e molti membri del suo primo governo erano veterani del corpo; circa un terzo dei parlamentari iraniani eletti nel 2004 provenivano dalle file dei guardiani della rivoluzione come molti ambasciatori, burocrati, governatori provinciali e sindaci.
Seppur mai esplicitamente dichiarato ma l'Alleanza dei costruttori dell'Iran islamico è considerata come la formazione politica alla quale fa riferimento il Corpo delle guardie della rivoluzione islamica, molti suoi membri hanno militato o militano nelle file del corpo ed è documentato che riceva da loro supporto economico.
Nei primi giorni del maggio 2013 le agenzie di stampa riportarono una notizia secondo la quale il presidente dell'Iran Ahmadinejad sarebbe stato fermato, e successivamente rilasciato dai pasdaran dopo sette ore di interrogatorio. Scopo della misura, voluta dalla Guida suprema, sarebbe stato indurre il presidente a rivelare notizie su presunti brogli elettorali incorsi durante le elezioni presidenziali del 2009.

### Economiche
Il Corpo delle guardie della rivoluzione islamica ha un enorme peso sull'economia iraniana, si sostiene che ne abbia in mano un terzo del totale mediante fiduciari e imprese controllate.
Il Los Angeles Time ha riportato che il corpo ha legami con più di un centinaio di aziende e un fatturato superiore ai 12 miliardi di dollari tra affari e costruzioni, secondo quanto affermato da economisti e analisti politici iraniani. Il corpo ha ottenuto contratti per diversi milioni di dollari nei settori del petrolio, del gas, dell'industria petrolchimica ed anche per progetti infrastrutturali.
Nel settembre del 2009 il governo iraniano ha venduto il 51% delle azioni della Compagnia di Telecomunicazioni dell'Iran al Mobin Trust Consortium, un gruppo legato ai pasdaran, per il prezzo di 7.8 miliardi di dollari. L'operazione appena menzionata è stata la più grande transazione effettuata nella storia della Tehran Stock Exchange.
Il corpo esercita anche forti influenze sulle bonyad, delle organizzazioni non governative caritatevoli guidate da chierici, simili alle fondazioni. Il loro sviluppo incominciò nei primi anni novanta, crebbe gradualmente nel decennio successivo ed accelerò durante la presidenza di Ahmadinejad con diversi no-bid contracts (locuzione usata per indicare quei contratti in base ai quali soltanto un soggetto, persona fisica o giuridica, può fornire il servizio previsto).

## Repressione del dissenso
Il Corpo delle guardie della rivoluzione islamica è stato accusato dai paesi occidentali di presunte violazioni dei diritti umani e di abusi praticati per reprimere il dissenso interno.
Nel 2009 durante la campagna per l'elezione del presidente della repubblica si verificarono diversi episodi di violenza nei confronti dei manifestanti e alcune autori di questi atti erano miliziani Basij.

## Accuse di terrorismo
Il Corpo dei pasdaran è stato più volte accusato dall'occidente di presunta vicinanza a gruppi terroristici se non di aver proprio organizzato tali gruppi. Dal 2019 gli Stati Uniti considerano il corpo come un'organizzazione terroristica, ma rimane doveroso ricordare come i rapporti tra USA e Iran siano molto tesi dai tempi della rivoluzione iraniana; l'Iran, dal canto suo, rispose all'azione nordamericana dichiarando terroristi (equiparandoli all'ISIS) tutti i militari statunitensi di stanza in Asia occidentale sotto il comando del CENTCOM.
Secondo l'ex ufficiale della CIA Robert Baer i pasdaran sarebbero stati coinvolti nell'attentato del 1983 contro l'ambasciata americana a Beirut e nel dirottamento del volo 422 della Kuwait Airways, avvenuto nel 1988.
L'Argentina, per l'attentato presso l'ambasciata di Israele in Argentina del 1992 e l'attentato di Buenos Aires del 1994, emise un mandato di arresto nei confronti di Imad Mugniyah, un esponente degli Hezbollah, e considerò gli episodi collegati all'Iran. Secondo Robert Baer, Mugniyah era in organico ai guardiani della rivoluzione e Jeffrey Goldberg scrisse sul The New Yorker: "Si crede che Mugniyah prese gli ordini dall'ufficio della guida suprema ayatollah Ali Khamenei ma che facesse rapporto ad un uomo chiamato Ghassam Soleymani, il capo della branca del Corpo delle guardie della rivoluzione islamica denominato Forze Quod's o Brigata Gerusalemme-il braccio del governo iraniano responsabile degli attacchi terroristici contro Israele".
In data 13 febbraio 2012 venne sferrato un attacco ad una sede diplomatico-israeliana in India, la polizia di Delhi affermò il possibile coinvolgimento del Corpo delle guardie della rivoluzione islamica; nel luglio dello stesso anno un rapporto della polizia confermò la tesi del coinvolgimento.

## Gradi
| Tabella degli ufficiali del Corpo delle guardie della rivoluzione islamica (IRGC) | Tabella degli ufficiali del Corpo delle guardie della rivoluzione islamica (IRGC) | Tabella degli ufficiali del Corpo delle guardie della rivoluzione islamica (IRGC) | Tabella degli ufficiali del Corpo delle guardie della rivoluzione islamica (IRGC) | Tabella degli ufficiali del Corpo delle guardie della rivoluzione islamica (IRGC) | Tabella degli ufficiali del Corpo delle guardie della rivoluzione islamica (IRGC) | Tabella degli ufficiali del Corpo delle guardie della rivoluzione islamica (IRGC) | Tabella degli ufficiali del Corpo delle guardie della rivoluzione islamica (IRGC) | Tabella degli ufficiali del Corpo delle guardie della rivoluzione islamica (IRGC) | Tabella degli ufficiali del Corpo delle guardie della rivoluzione islamica (IRGC) | Tabella degli ufficiali del Corpo delle guardie della rivoluzione islamica (IRGC) | Tabella degli ufficiali del Corpo delle guardie della rivoluzione islamica (IRGC) |
| Generale                                                                          | Tenente generale                                                                  | Maggior generale                                                                  | Generale di brigata                                                               | secondo Generale di brigata                                                       | Colonnello                                                                        | Tenente colonnello                                                                | Maggiore                                                                          | Capitano                                                                          | Tenente                                                                           | Sottotenente                                                                      | cadetto                                                                           |
| --------------------------------------------------------------------------------- | --------------------------------------------------------------------------------- | --------------------------------------------------------------------------------- | --------------------------------------------------------------------------------- | --------------------------------------------------------------------------------- | --------------------------------------------------------------------------------- | --------------------------------------------------------------------------------- | --------------------------------------------------------------------------------- | --------------------------------------------------------------------------------- | --------------------------------------------------------------------------------- | --------------------------------------------------------------------------------- | --------------------------------------------------------------------------------- |
|                                                                                   |                                                                                   |                                                                                   |                                                                                   |                                                                                   |                                                                                   |                                                                                   |                                                                                   |                                                                                   |                                                                                   |                                                                                   |                                                                                   |

|  |  |  |  |  |  |  |  |  |

## Comandanti
Il comandante del corpo è nominato dalla Guida suprema dell'Iran.
Di seguito sono riportati i nomi dei comandanti del Corpo delle guardie della rivoluzione islamica:
- Mostafa Chamran (1980 - 1981) †
- Maggior generale Mohsen Reza'i (1981 - 1997)
- Maggior generale Yahya Rahim Safavi (1997 - 2007), divenuto consigliere militare dell'Ayatollah Ali Khamenei
- Maggior generale Mohammad 'Ali Ja'fari (2007 - 2019)
- Maggior generale Hossein Salami (2019 - 2025)[41] †
- Maggior generale Mohammad Pakpour (2025 - in carica)[42] ad interim